# Marquesado de Fontanar
El marquesado de Fontanar es un título nobiliario español creado el 29 de junio de 1761 por el rey Carlos III a favor de Pedro Díaz de Mendoza y Suárez, juez de lanzas, ministro togado y caballero de la Orden de Santiago.

## Marqueses de Fontanar
|                         | Titular                                     | Periodo                 |
| Creación por Carlos III | Creación por Carlos III                     | Creación por Carlos III |
| ----------------------- | ------------------------------------------- | ----------------------- |
| I                       | Pedro Díaz de Mendoza y Suárez              | 1761-1789               |
| II                      | Vicente Díaz de Mendoza y Fonsdevilla       | 1789-¿?                 |
| III                     | Cayetano Díaz de Mendoza y Lalaing          | ¿?-1823                 |
| IV                      | Fernando Díaz de Mendoza y Valcárcel        | 1848-1860               |
| V                       | Mariano Díaz de Mendoza y Uribe             | 1860-1907               |
| VI                      | Fernando Díaz de Mendoza y Aguado           | 1907-1930               |
| VII                     | Fernando Díaz de Mendoza y Serrano          | 1930-1937               |
| VIII                    | Fernando Díaz de Mendoza Rodríguez-Intilini | 1956-2010               |
| IX                      | Rosa Muguiro Sartorius                      | 2016-hoy                |

## Historia de los marqueses de Fontanar
- Pedro Díaz de Mendoza y Suárez (m. 15 de enero de 1789), I marqués de Fontanar,[1] consejero de Hacienda y de Castilla y caballero de la Orden de Santiago.  Era hijo de Juan López (Díaz) de Mendoza y de Francisca María Suárez Pérez de Andrade.[2]

- Vicente Díaz de Mendoza y Fonsdevilla, II marqués de Fontanar.[1]

- Cayetano Díaz de Mendoza y Lalaing (22 de julio de 1764-11 de junio de 1823), III marqués de Fontanar,[1][3] III conde de Lalaing.[4] y caballero de la Orden de Carlos III.

Casó el 20 de noviembre de 1800 con Juana Jerónima Valcárcel Alfáro y Molina, VI condesa de Balazote, hija de Juan Melitón de Valcárcel y Alfaro, V conde de Balazote, y de su esposa Tomasa González de Molina y Muñoz. Sucedió su hijo:
- Fernando Díaz de Mendoza y Valcárcel, IV marqués de Fontanar,[1] IV conde de Lalaing,[7] VII conde de Balazote,[6][5] senador vitalicio por la provincia de Albacete y por derecho propio[8] y caballero del Toisón de Oro.[7]

Casó el 26 de agosto de 1829 con María de la O de Uribe Yarza y Samaniego (m. 1865), marquesa de San Mamés. Tuvieron dos hijos: Mariano que le sucedió en los títulos y Fernando (n. 1833).
En 28 de junio de 1860 sucedió su hijo:
- Mariano Díaz de Mendoza y Uribe (14 de agosto de 1830- Madrid, 20 de abril de 1907), V marqués de Fontanar (1860, por cesión de su padre),[1] V conde de Lalaing,[7] VIII conde de Balazote (1865),[6] grande de España y gentilhombre de S.M., presidente la Comisión de Ganaderos de Murcia (1886).

Casó en primeras nupcias en 1860 con Concepción Aguado y Flores, hija del III conde de Campohermoso. Contrajo un segundo matrimonio el 3 de mayo de 1902 con Eudoxia Fernández de Castro y Bacot. En 3 de agosto de 1907 sucedió su hijo del primer matrimonio:
- Fernando Díaz de Mendoza y Aguado (Murcia, 7 de julio de 1862-Vigo, 20 de octubre de 1930), VI marqués de Fontanar,[1] VI conde de Lalaing,[7] IX conde de Balazote,[6] grande de España, marqués de San Mamés y actor español de teatro.[9]

Casó en primeras nupcias con María Ventura Serrano Rodríguez, marquesa de Castellón, hija del general Serrano. Casó en segunda nupcias con la actriz María Guerrero Torija, con la que tuvo otros dos hijos (Carlos Fernando y Fernando Díaz de Mendoza y Guerrero, este último padre del famoso actor español Fernando Fernán Gómez). Sucedió su hijo:
- Fernando Díaz de Mendoza y Serrano (m. 1937), VII marqués de Fontanar, VII conde de Lalaing,[4] X conde de Balazote,[6] y catedrático.[7]

Casó el 31 de julio de 1924 con Teresa Rodríguez-Intilini Pérez. Sucedió su hijo en 1956:
- Fernando Díaz de Mendoza Rodríguez-Intilini (1924-2010), VIII marqués de Fontanar,[1] VIII conde de Lalaing,[7] XI conde de Balalazote,[6] dos veces grande de España.[1]

Casó el 8 de septiembre de 1950 con María Luisa Ruiz Núñez. Le sucedió:
- Rosa Muguiro Sartorius, IX marquesa de Fontanar.[1][11]  Hija de Rafael Muguiro y López Chicheri y de Rosa Sartorius y Álvarez de las Asturias, hija de Fernando Sartorius y Díaz de Mendoza, conde de San Luis—hijo de Fernando Sartorius y Chacón, conde de San Luis, y de Carmen Díaz de Mendoza y Aguado—, y de María del Carmen Álvarez de las Asturias y Goyeneche.